# Кочергин, Георгий Анатольевич
Гео́ргий Анато́льевич Кочергин (1885—1934) — советский военачальник. Член партии большевиков с 1917 года.

## Биография

Могила Кочергина на Братском кладбище Ростова-на-Дону.

Родился в Ново-Даниловской волости Мелитопольского уезда Таврической губернии в крестьянской семье. Окончил Мелитопольское четырёхклассное учительство, затем занимался земледельческим трудом. 

### Служба в царской армии
Служил в 3-м Елисаветградском гусарском полку, затем направлен в Елисаветградское кавалерийское училище, где проучился полтора года. Участник Первой мировой войны.

### Гражданская война
В 1917 году возглавил красногвардейский отряд, осуществивший переход из Бессарабии на Украину. Был избран председателем мелитопольского военно-революционного трибунала. Стал ближайшим помощником И. Ф. Федько. Вместе с ним участвовал в боях с Корниловым на Северном Кавказе, командовал Крымским Черноморским кавалерийским полком 3-й колонны, фронтом Белореченского военного округа, кавалерийским корпусом Красной армии Северного Кавказа и кавалерийским корпусом 11-й армии. Затем был командирован на Украину, командовал Мариупольской группой, затем 3-й и 4-й бригадами 58-й стрелковой дивизии И. Ф. Федько. В августе 1919 вместе с женой был взят в плен поднявшими мятеж махновцами во главе с Ф. Зубко, из которых была сформирована возглавляемая им 4-я бригада. Находился в заложниках, с группой командиров бежал, тяжело ранен. После разгрома махновской армии направлен в 58-ю дивизию 11-й армии. Назначен военным комиссаром Мелитопольского уезда, а затем военным комиссаром Армавирского отдела Кубанской области.
Умер 22 сентября 1934 года, похоронен на Братском кладбище Ростова-на-Дону.